# بورگییس دل سرو
بورگییس دل سرو (به اسپانیایی: Burguillos del Cerro) یک شهرستان در اسپانیا است که در استان باداخس واقع شده‌است.